# Castelmaurou
Castelmaurou (em occitano:  Castèlmauron) é uma comuna francesa na região administrativa da Occitânia, no departamento do Alto Garona. Estende-se por uma área de 16.77 km², com 4.320 habitantes, segundo o censo de 2018, com uma densidade de 260 hab/km².